# Chronologie du syndicalisme en France
La chronologie du syndicalisme en France est une liste chronologique des événements marquants du syndicalisme en France de 1791 à aujourd'hui.

## La période d'interdiction
- 1791 : promulgation du décret d'Allarde, les 2 et 17 mars, qui supprime les corporations et de la « loi le Chapelier » le 14 juin, qui interdit le droit de coalition des métiers et les grèves. Par ailleurs, cette loi instaure un marché du travail caractérisé par un déséquilibre entre ouvriers et employeurs, ces derniers pouvant fixer les salaires et licencier sans entraves alors que les ouvriers ne disposaient que de leur force de travail. Cette loi a retardé en France la constitution d'un système de relations professionnelles et interdit de fait les syndicats.

- 1831-1834 : révolte des Canuts de Lyon ; échec des négociations menées par le préfet. L'insurrection sera durement réprimée.

- Mai 1833 : Émeute des quatre sous, grève de mineurs du Nord considérée comme la première révolte à fort caractère social de l'époque pré-syndicale en France[1]. Le procès des mineurs, qui furent poursuivis pour délit de coalition, eut un grand retentissement.

- Mai 1833 : création de l'« association typographique et philanthropique de Nantes », dont les 75 adhérents ouvriers-typographes passent outre l'autorisation du préfet. Cette association est à l'origine d'une grève sur les salaires au quotidien L'Ami de la Charte en septembre 1833[2].
- 1837 : En pleine période de libéralisme intégral, Alban de Villeneuve-Bargemon publie un livre intitulé Économie politique chrétienne, ou, Recherches sur la nature et les causes du paupérisme, en France et en Europe, et sur les moyens de le soulager et de le prévenir où il préconise, 15 ans avant Karl Marx, une grande partie des réformes sociales apparues jusqu'à aujourd'hui (associations, organisations professionnelles, législation et inspection du travail, protection internationale des travailleurs, caisses de prévoyance obligatoires avec cotisation des employeurs et des salariés, écoles gratuites, ateliers d'apprentissage, etc.).

- 1848 : après la révolution de février 1848 le gouvernement provisoire adopte des mesures démocratiques et sociales : proclamation de la liberté d'association, du suffrage universel et du droit au travail, ouverture des Ateliers nationaux pour assurer aux chômeurs le droit au travail, loi des 10 heures limitant le temps de travail à 10h à Paris et à 11h en province, abolition de l'esclavage colonial. Mais dès avril 1848, la limite du temps de travail est portée à 12h[3].
- 1848 : fondation du journal démocrate-chrétien L'ère nouvelle par Frédéric Ozanam et les abbés Henri Lacordaire, Maret de Coux où ils préconisent une législation protectrice de la maladie et de la vieillesse, des comités mixtes avec jurys d'arbitrage, une participation aux bénéfices, etc.

- 1864 : Le 25 mai, suppression du délit de coalition et de grève (loi Ollivier). Cette loi met un terme à la Loi Le Chapelier. Les syndicats sont toujours interdits, mais en constituer un n'est plus considéré comme un délit.

- 1868 Le gouvernement tolère la création de chambres syndicales (rapport Adolphe de Forcade Laroquette). Une vague de création importante a lieu, et en moins de deux ans on en compte plus d'une centaine à Paris (avec 2000 adhérents dans la typographie, 6000 chez les bronziers, 1900 chez les bijoutiers, de 5 à 10000 dans la mécanique, 2000 chez les peintres…)[4].

- 1871 : La Commune de Paris. Outrés par l'armistice avec la Prusse, les Parisiens se révoltent contre le pouvoir et élisent une assemblée qui prend le nom de Commune. Les généraux vaincus par la Prusse se vengent sur Paris. La répression du gouvernement fait près de trente mille morts entre le 21 et le 28 mai, c'est la "semaine sanglante". Œuvre sociale de la Commune de Paris : abolition du travail de nuit dans les boulangeries, gestion démocratique des entreprises fermées par le patronat ou travaillant pour la Commune. Apparition du premier mouvement féminin de masse.

Malgré la répression, le mouvement ouvrier se réorganise rapidement après la Commune : en 1872, 45 associations ou chambres syndicales se créent à Paris. En 1874, il y en a 60, 100 en 1876 mais seulement 82 pour respectivement 25 000 et 15 000 adhérents. Le mouvement ouvrier renaît souvent à l'initiative du secteur du bâtiment ; il existe une seule chambre syndicale de mineurs, à Saint-Étienne. La répression reste forte, avec la loi de mars 1872 qui condamne toute association internationale qui aurait pour but « de provoquer à la suspension du travail, à l'abolition du droit de propriété, de la famille, de la religion ou du libre exercice des cultes ». Et malgré cette renaissance du mouvement ouvrier, le congrès de 1872 réuni par le cercle de l'union syndicale ouvrière, qui insiste sur la coopération ouvrière, l'apprentissage et l'enseignement professionnel, considère que la grève est un moyen « nécessaire » mais « dangereux ».

## Légalisation etBelle Époque
1882 :
- après une forte poussée des journées de grève dans les années 1878 à 1882, une grande grève éclate en 1882 à partir de Roubaix. La chambre syndicale y met en interdit deux usines, et le mouvement s'étend : 325 entreprises sont touchées par la grève, qui mobilise 40 000 grévistes. Elle est l'un des éléments qui pousse à la loi de légalisation des syndicats en 1884[6]

1884 :
- De février à avril, la Grande grève des mineurs d'Anzin regroupa plus de 10 000 grévistes pendant 56 jours, sans succès. Répercutée par la presse, elle eut un retentissement national[7]. C'est à cette occasion qu'Émile Zola vint se documenter à Anzin pour son roman Germinal[8].
- Le 21 mars, vote de la loi légalisant les syndicats professionnels ouvriers et patronaux à l'initiative de Pierre Waldeck-Rousseau.

1886 :
- Création de la Fédération nationale des syndicats (FNS), d'inspiration guesdiste. Jules Guesde, l'un des socialistes les plus connus et les plus actifs, contribue à la diffusion des idées de Karl Marx en France.
- Fondation du Syndicat des journalistes français par Eugène Tavernier (L'Univers) et Jules Cornély (Le Figaro). Ce syndicat sera cofondateur de la CFTC et rejoindra la CFDT.
- 1er mai : grèves des ouvriers à Chicago pour une journée de travail de 8h. Une sévère répression s'ensuit, et les journées des 3 et 4 seront marquées par de nombreux morts.

1887 :
- Création de la Bourse du Travail de Paris.
- Création du Syndicat des employés du commerce et de l’industrie (SECI), syndicat chrétien, précurseur de la CFTC.

1891 :
- 1er mai : première célébration française et internationale de la journée d'action du 1er mai. Le 1er mai 1891, Fusillade de Fourmies (Nord) la troupe tire sur des grévistes : neuf morts, 35 blessés.
- Publication de l'encyclique Rerum Novarum par le pape Léon XIII. Voir syndicalisme chrétien.

1892 :
- Création de la Fédération des Bourses du travail, marquée par le syndicalisme révolutionnaire de Fernand Pelloutier.
- Le socialiste Paul Lafargue, gendre de Karl Marx, affirme : « les seules lois sociales qui aient été proposées au Parlement ont été l'œuvre de M de Mun » (député rallié à la République et initiateur politique du catholicisme social).

1895 : Congrès constitutif de la Confédération générale du travail CGT à Limoges du 23 au 28 septembre, elle rassemble la Fédération nationale des syndicats et la fédération des bourses du travail.
1896 :
- Présence à Reims des premiers syndicats chrétiens (précurseurs CFTC) au « congrès ouvrier chrétien » à l'occasion du XIVe centenaire du baptême de Clovis.
- Création par Stéphanie Bouvard, sa sœur et leur mère du syndicat des fleuristes-plumassières.

1899 :
- Création par Marie-Louise Rochebillard du premier syndicat féminin (pour ouvrières de la soie), à Lyon, 13 rue Sainte-Catherine, en lien avec le syndicalisme d'inspiration sociale chrétienne (CFTC).
- Création du premier syndicat jaune au Creusot à la suite d'une sentence arbitrale signée par Pierre Waldeck-Rousseau.

1900 : Création du journal la Voix du peuple, organe de la CGT.
1901 :
- Fondation de l'Union fédérative des syndicats et groupements ouvriers professionnels de France et des colonies (jaune).
- Fondation de la revue mensuelle pour les travailleuses intitulée Le travail de la femme et de la jeune fille avec une quarantaine de page, en lien avec Marie-Louise Rochebillard et le syndicalisme d'inspiration sociale chrétienne (CFTC).

1902 : Marque l'ouverture d'une nouvelle période dans la vie de la CGT. Au congrès de Montpellier elle parachève son unité. La Fédération des bourses s'efface en tant que centrale et ses organisations s'intègrent dans la CGT. Cette unité réalisée constitue un pôle d'attraction pour beaucoup d'organisations restées jusque-là dans l'expectative.
1903 : Le syndicalisme chrétien s'organise. A Paris a lieu le premier rassemblement de syndicats chrétiens régionaux (CFTC).
1906 : Charte d'Amiens : cette charte adoptée au congrès de la CGT, donne au syndicalisme confédéral quelques-uns de ses traits spécifiques : la lutte des classes, la lutte quotidienne pour des améliorations immédiates mais aussi la lutte pour la disparition du salariat et du patronat, ainsi que son indépendance vis-à-vis des organisations politiques.
1907 :
- Alors que le syndicalisme reste interdit dans la fonction publique, le Syndicat national des instituteurs créé par Marcel Nègre en 1905, rejoint la CGT. De fait, cependant, la plupart des instituteurs adhérents des syndicats de métier ne prendront pas leur carte confédérale avant les années 1930.
- Marius Nègre, Émile Janvion et cinq postiers, signataires d'une Lettre à Clemenceau demandant le droit syndical pour les fonctionnaires, sont révoqués.

1908 :
- De graves incidents émaillent les grèves des ouvriers sabliers de Vigneux-Draveil en Seine-et-Oise. À la suite d'une provocation, le 30 juillet, on relève plusieurs morts lors d'une manifestation à Villeneuve-Saint-Georges.
- Premier congrès national des syndicats d'inspiration d'inspiration sociale chrétienne (précurseur de la CFTC).

1909 :
- La Vie ouvrière : naissance du premier numéro de cette « revue d'action » qui se définit comme « syndicaliste révolutionnaire, antiparlementaire ».
- Bien qu'interdits, le droit syndical et le droit de grève sont pris par les agents des PTT. En mars puis en mai, ils font grève. À la fin du conflit de nombreuses révocations frappent les syndicalistes. Poursuivis devant les conseils de discipline pour avoir « préconisé l'entente entre les travailleurs de l'État et ceux des industries privées », ils reçoivent le soutien de la Ligue des droits de l'homme.

1910 :
- Malgré l'opposition du patronat et de la CGT, la loi sur les retraites ouvrières et paysannes est votée. L'âge de la retraite est fixé à 65 ans. .
- manifestation tournant à l'émeute le 26 juin 1910 à Paris pour protester contre l'assassinat quatre jours plus tôt, par la police de Lépine, de l'ébéniste anarchiste Henri Cler.
- Septembre: début de l'affaire Jules Durand

1912 : La CGT est la seule confédération syndicale existante en France, elle compte 700 000 adhérents sur un total de 7 millions de salariés. Le 24 novembre elle tient un congrès extraordinaire sur le thème de l'action préventive contre la guerre.
1913 : Constitution du Secrétariat syndical international auquel participe la CGT.
Le 25 février, la CGT publie un manifeste antimilitariste.

## Première Guerre mondiale
1914 : La CGT organise des manifestations syndicales contre la guerre le 27 juillet. Le 31 juillet, Jean Jaurès est assassiné. Le 1er août, c'est la mobilisation générale et le début de la guerre 14/18. Le 3 août, c'est la déclaration de guerre de l'Allemagne à la France. Le 4 août c'est l'Union sacrée. Lors du CCN de la CGT, tenu du 26 novembre au 5 décembre, seule une minorité se prononce contre la guerre.
1917 : Dans l'année, on compte 696 grèves et 293 810 grévistes en France. Les 6 et 7 novembre c'est la rupture de l'Union sacrée. Au même moment a lieu la révolution d'Octobre en Russie.
1918 :
- Dans l'année on recense 499 grèves et 176 187 grévistes en France.
- Création du Syndicat national des journalistes.

## Entre-deux-guerres
1919 :
- 25 mars : loi sur les conventions collectives.
- 28 mars : loi supprimant le travail de nuit dans les boulangeries.
- 23 avril : lois sur la journée de 8 heures. Le 1er mai grève générale de 24 heures marquée par 500 000 manifestants à Paris (1 mort). Dans l'année, on compte 2 206 grèves et 1 160 000 grévistes en France.
- Création de la Confédération française des travailleurs chrétiens (CFTC) les 1er et 2 novembre, centrale d'inspiration chrétienne sociale et deuxième confédération syndicale historique avec la CGT.

1920 :
- Le 8 janvier, inauguration du Conseil économique et social (initiative de la CGT). Du 25 au 29 février, la SFIO tient congrès à Strasbourg et se retire de la 2e internationale. 12 mars, vote de la loi relative au droit syndical. Le 1er mai : la CGT décide la grève générale. En 15 jours on compte 1,5 million de grévistes. Le 22 mai, reprise du travail.
- Les femmes peuvent adhérer à un syndicat sans l'autorisation de leur mari.
- En juin 1920 est fondée à La Haye la Confédération internationale des syndicats chrétiens.

1921 :
- À la suite du Congrès de Tours (1920), scission entre les réformistes et les révolutionnaires qui sont exclus de la CGT, et créent la CGTU (Confédération générale du travail unitaire), proche du parti communiste. Naissance du journal « Le Peuple », organe officiel de la CGT.
- En août 1921 ont lieu les élections au Conseil supérieur du Travail. La commission permanente est constituée de 7 sièges dont 3 pour la CFTC.

1926 : Nouvelle scission : création de la Confédération générale du travail-Syndicaliste Révolutionnaire CGT-SR, dont l'audience restera cependant assez confidentielle.
1928 : La CFTC se bat pour la généralisation des allocations familiales et les assurances sociales. Lois votés en 1930 et 1932 malgré l'opposition du patronat et de la CGTU.
1930 : Vote définitif de la loi sur les assurances sociales.
1934 : En riposte à l'émeute du 6 février, grève générale « contre le fascisme » à l'appel de la CGT et de la CGTU.
1936 : Réunification de la CGT et de la CGTU lors du congrès de Toulouse. Elles avaient participé à l'élaboration du programme du Rassemblement populaire (par la suite Front populaire) qui devait remporter les élections législatives le 5 mai 1936. Le 26 mai une vague de grèves marquée par des occupations d'usines démarre au Havre et s'étend comme une trainée de poudre partout en France. Le 4 juin, sont signés les accords Matignon, entre la CGT et le Patronat. Les 11 et 12 juin sont votées les lois sociales sur l'extension des conventions collectives, l'institution de délégués du personnel, le relèvement des salaires, les 15 jours de congés payés et la semaine des 40 heures.
La CFTC et ses 400 000 militants sont mis à l'écart des réunions par le gouvernement du Front populaire avec des pressions importantes sur ses représentants légaux de la part de la CGT. La CFTC refuse de s'engager dans une grève générale réclamée par la CGT en 1938 à cause du contexte politico-économique trop dangereux.

## Seconde Guerre mondiale
1939 : le 23 août, nouvelle scission entre les réformistes et les révolutionnaires. Début de la Seconde Guerre mondiale le 3 septembre. Le 18 septembre, le Bureau confédéral de la CGT vote une déclaration excluant les militants qui refusent de condamner le pacte germano-soviétique. Cette décision est approuvée par la Commission administrative de la CGT le 25 septembre, ce qui a pour effet d'exclure les communistes de la CGT. Plus de 600 syndicats sont dissous et de nombreux militants et dirigeants exclus sont arrêtés. Ceux qui ne sont pas arrêtés, ni mobilisés, entrent dans la clandestinité.
1940 :
- Le 9 novembre, le gouvernement de Vichy de Pétain dissout les centrales syndicales ouvrières et patronales (CFTC, CGT, CSPF, CGPF).
- Le 15 novembre, neuf responsables de la CGT et trois de la CFTC se réunissent clandestinement et publient le manifeste des douze qui est à la fois un acte public d'opposition à la politique du gouvernement de Vichy et une analyse du rôle du syndicalisme présent et à venir.

1941 : promulgation de la Charte du travail interdisant les grèves et le lock-out. Dès l'hiver 40/41, parution des premiers journaux clandestins. Développement des « comités populaires » qui organisent les premières luttes revendicatives. Du 26 mai au 9 juin a lieu la grève des mineurs du Nord et du Pas-de-Calais. Intervention des Allemands : 327 arrestations. Le 22 et 23 octobre : exécution par les Allemands de 88 otages composés majoritairement de militants CGT exclus, dont les 27 de Chateaubriant.
1942 : Le « Comité de résistance des syndicalistes chrétiens » est fondé.
1943 : les accords du Perreux, signés le 17 avril par Robert Bothereau et Louis Saillant pour les « ex-confédérés » ; Henri Raynaud et André Tollet pour les « ex-unitaires », reconstituent la CGT. La CGT réunifiée et la CFTC participent à la constitution du conseil national de la Résistance (France) (CNR) qui a lieu le 27 mai.
1944 :
- Publication le 15 mars du programme du CNR définissant les nationalisations, la Sécurité sociale et les comités d'entreprises, où la CGT est représentée par Louis Saillant. Quant à la CFTC Gaston Tessier fut président de la Commission du ravitaillement, d'autres membres participent à divers commissions (André Pailleux à la Commission des voies et communications, Jean Brodier à la Commission du travail, etc.).
- Le 10 août, la grève des cheminots de la région parisienne se déclenche et s'étend à tous les services publics. Les gendarmes les imitent le 13 août, suivis par les policiers le 15 août. Le 18 août, la CGT clandestine appelle à la grève générale pour la Libération. Le lendemain c'est le déclenchement de l'insurrection parisienne, qui prendra fin avec la Libération de Paris le 25 août et l'arrivée du Général de Gaulle.
- Le 26 août, la CGT s'installe au grand jour dans ses locaux du 213 rue Lafayette : c'est la fin de la clandestinité avec la première réunion de son bureau. Le 8 septembre, son journal « La Vie ouvrière » qui avait paru sous forme de tract pendant l'occupation, reparait au grand jour.
- La CGC est fondée le 15 octobre.

## 1945-2000
1945 :
- Début des nationalisations, création des comités d'entreprise et mise en place de la Sécurité sociale.
- Création de la Fédération syndicale mondiale (FSM) à laquelle adhère la CGT.
- Le Parti communiste et la CGT font pression pour réduire l'influence de la CFTC (tentative d'absorption obligatoire dans un syndicat unique, poids syndical selon un seul critère national, etc.).

1946 :
- Du 8 au 14 avril a lieu le 26e congrès de la CGT à Paris. Elle revendique le chiffre de 5 millions et demi d'adhérents. Le rapport de Benoît Frachon est adopté par 84,4 % des voix. 5 octobre, promulgation du Statut général des fonctionnaires par le ministre Maurice Thorez. Début de la guerre d'Indochine (19 novembre 1946). Pendant toute la durée du conflit, la CGT organise des manifestations de solidarité à l'égard du peuple vietnamien et en faveur de la paix.
- Création de la Confédération nationale du travail (CNT) avec la participation de membres de l'ancienne CGT-SR et d'anarcho-syndicalistes espagnols.
- Création de la Charte de Grenoble, charte fondatrice du syndicalisme étudiant en France. Elle a été établie par l'UNEF au sortir de la Seconde Guerre mondiale et de la Résistance. Elle a une influence qui dépasse les frontières françaises puisque des syndicats étudiants à travers le monde s'y réfèrent.

1947 :
- La CGT obtient 59 % des voix lors des premières élections à la Sécurité sociale, mais percée de la CFTC qui obtient 26 % des voix. 1er mai, grandes manifestations pour les revendications à l'appel de la CGT. Le 5 mai, éviction des ministres communistes du gouvernement. Juin, grèves chez Citroën, à la SNCF, dans les banques, dans les grands magasins. Le premier ministre Ramadier parle de « chef d'orchestre clandestin ». Juillet, grèves à EDF, puis chez Peugeot, Berliet, Michelin. Le 1er août, accord CGT/ CNPF pour une augmentation de 11 % dénoncé par le gouvernement.
- Les 13 et 14 novembre la division s'accentue au Comité confédéral national (CCN) de la CGT entre la majorité et la minorité (tendance FO) à propos du plan Marshall et des mouvements de grève. La majorité, fidèle à Moscou, refuse le plan Marshall. Les minoritaires, eux, refusent la poursuite des mobilisations menées depuis un an. Le 19 décembre, c'est la scission et la création par les minoritaires anti-communistes de la confédération Force ouvrière (CGT-FO).

1948 :
- après un référendum interne, la Fédération de l'Éducation nationale de la CGT décide de refuser la scission et d'opter pour l'autonomie dans la perspective d'une réunification du syndicalisme. Elle introduit dans ses statuts le respect des tendances et l'élection de ses instances à la proportionnelle.
- grève des mineurs de 1948.
- mai : coordination entre la CFTC et la CGT-FO dans un "cartel syndical" pour une baisse générale des prix.

1949 : division : la FSM critique le plan Marshall et l'influence américaine en Europe, ce qui provoque une scission. Les syndicats des États-Unis, d'Angleterre et des Pays-Bas se retirent de la FSM. Ils créent la Confédération internationale des syndicats libres (CISL) à laquelle adhère la CGT-FO.
1950 : conquêtes : vote de la loi sur les Conventions collectives. Création du Salaire minimum interprofessionnel garanti (Smig).
1953 : Retraites : du 4 au 25 août, grande grève dans les services publics pour le « reclassement » (c'est-à-dire la refonte de la grille indiciaire déterminant les salaires). Le 4 août, la CGT puis la CFTC appellent à une journée d'action des secteurs public et nationalisé contre le recul de l'âge à la retraite. Les postiers de Bordeaux décident la poursuite du mouvement. Aussitôt les confédérations CGT, FO, CFTC appellent à la grève générale dans ces secteurs. Le 14 août, on compte quatre millions de grévistes.
1954 : début de la guerre d'Algérie (1er novembre). Durant tout le conflit la CGT soutient « les revendications des Algériens et leurs aspirations nationales. »
1956 : conquête de la troisième semaine de congés payés.
1957 : au congrès de la CFTC, 40% des congressistes n'adoptent pas le rapport d'activité ; il s'agit du groupe « Reconstruction » né après guerre et dû à une marxisation de certains militants et une trahison des intuitions originelles de la CFTC. Ce groupe sera à l'origine de la CFDT.
1962 : création du Syndicat national unifié des impôts.
1963 : les mineurs : à l'appel de la CGT, de la CFTC et de FO, vaste mouvement de grèves des mineurs. Ils s'inquiètent des incertitudes pesant sur leur profession et revendiquent une augmentation des salaires. Ce seront les mineurs grévistes CFTC qui seront au cœur du maintien de la CFTC face à la naissance de la CFDT.
1964 : création de la CFDT, issue de la déconfessionnalisation de la CFTC. Une minorité de la CFTC refuse sa mutation et maintient un syndicat d'inspiration sociale chrétienne.
1966 :
- accord d'unité revendicative entre la CGT et la CFDT.
- arrêté définissant les 5 confédérations CGT, CFDT, FO, CFTC et CGC comme représentatives.

1968 : grève générale : en mai et juin sept millions de travailleurs en grève et occupent leurs usines. Constat de Grenelle: augmentation de 35 % du salaire minimum. La section syndicale d'entreprise est officiellement reconnue par la loi du 27 décembre 1968 qui améliore la représentation syndicale et définit les fonctions de chacun de ses représentants.
1970-1976 : affaire Lip : grèves, manifestations, occupations d'usine et ventes sauvages vont défrayer la chronique française et européenne[réf. nécessaire].
1970 : Unité : nouvel accord CGT-CFDT sur des revendications prioritaires : revalorisation du SMIC, retraite à 60 ans, emploi, heures de formation syndicale.
1971 : Edmond Maire est élu secrétaire général de la CFDT.
1972-1975 : comités de soldats (appelés du contingent) qui luttent en particulier pour la fin du service militaire (objecteurs de conscience).
Fin des années 1970 : Grèves dans la sidérurgie.
1973 : La CFTC dévoile un grand projet intitulé « L'entreprise au service des hommes » qui promeut la présence des salariés avec voix délibérative dans les conseils de surveillance des entreprises.
1981 :
- Gouvernement de gauche : vote de la loi de nationalisation (cinq groupes industriels, 36 banques). Ordonnances réduisant le temps de travail à 39 heures, instituant la cinquième semaine de congés payés et ramenant l'âge de la retraite à 60 ans. Lois sur les droits des travailleurs dans l'entreprise, notamment le droit d'expression pendant le temps de travail. Création des Comités d'hygiène, de sécurité et conditions de travail (CHSCT).
- La CGC devient CFE-CGC (Confédération française de l'encadrement-Confédération générale des cadres).

1982 : lois Auroux du 28 octobre 1982, a donné de nouveaux moyens aux syndicats dans l'entreprise.
1982-1983 : grèves dans l'automobile, menée notamment par les travailleurs immigrés.
1984 :
- en Corse, création, le 1er mai, du STC, Syndicat des travailleurs corses, d'obédience nationaliste, dont la démarche est complémentaire du concept de lutte de libération nationale.
- le 24 juin 1984 : la CFTC se mobilise pour la liberté scolaire et la défense de l'école libre avec 2 millions de manifestants. Le projet d'un service d'éducation unique et sans diversité est abandonné.

1986-1987: création, avec l'appui de l'UNEF-ID, du premier syndicat lycéen, la Fédération indépendante et démocratique lycéenne (FIDL) à la suite de la mobilisation de l'hiver 1986 contre la Loi Devaquet.
1988 :

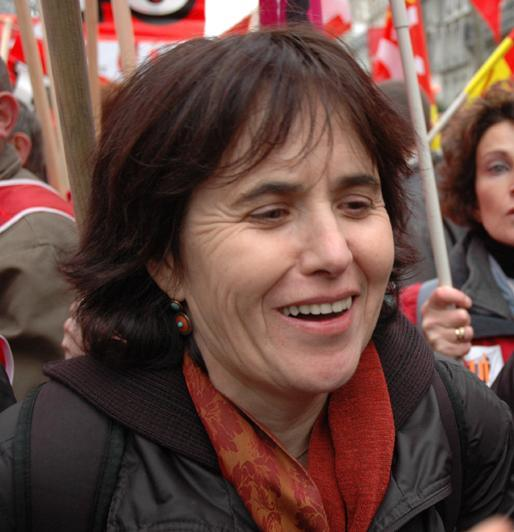
En 1988, Annick Coupé (Sud-PTT), est démise de ses responsabilités syndicales à la CFDT.

- Grève des infirmières françaises de l'automne 1988, à l'appel d'une Coordination nationale qui réclame notamment une augmentation significative des salaires et de véritables moyens pour la formation.
- Démandatement de responsables CFDT de la Poste, qui créent Sud-PTT.

1989 : grèves chez Peugeot à Sochaux et Sausheim.
1992 : Nicole Notat, première femme à occuper un tel poste dans une confédération syndicale de salariés en France, est élue secrétaire générale de la CFDT Elle remplace Jean Kaspar, élu en 1988 au Congrès de Strasbourg.
1993 : Syndicats : création de la Fédération syndicale unitaire (FSU) le 15 avril par 13 syndicats exclus ou en dissidence d'avec la FEN.
1994 : création de l'Union nationale des syndicats autonomes (UNSA) par la FEN et d'autres syndicats non-confédérés (FGSOA, FGAP, FASP qui éclatera à cette occasion…).
1995 :
- Cheminots : importants mouvements de grève contre le plan d'Alain Juppé (novembre-décembre) qui voit les retrouvailles de la CGT et de FO, symbolisé par la poignée de main entre Marc Blondel et Louis Viannet.
- Création de SUD Rail
- Le plan Juppé de réforme de la Sécurité Sociale est soutenu par la direction de la CFDT, qui est fortement contestée (refus de voter le quitus au congrès de 1995). Mais la minorité la contestant est affaiblie par des départs et une organisation en courant ("Tous ensemble") mal perçue. La direction confédérale sortira confortée du Congrès de Lille en 1998.
- À la suite de sa contestation du plan Juppé, FO est évincée de la présidence de la Caisse nationale d'assurance maladie (CNAM), qui revient à la CFDT, qui la cogère avec le MEDEF, soutenu par la CFTC, la CGC et la Fédération nationale de la mutualité française.
- Lors de son 45e Congrès, la CGT décide de rénover ses statuts et de quitter la Fédération syndicale mondiale (FSM).

1997-1998 : mouvement d'occupation des Assedic par les chômeurs.
1998 :
- Le G10 - Solidaires devient l'Union syndicale Solidaires
- Création de la fédération SUD Éducation.
- Des militants de FO en désaccord avec la ligne contestataire imposée par Marc Blondel quittent la confédération pour rejoindre l'UNSA. Ils comptent parmi eux les principaux responsables de l'UD-FO de Paris autour de Jacques Mairé.

1999 :
- CES : la CGT adhère à la Confédération européenne des syndicats, fondée en 1973.
- Création de la fédération SUD Étudiant.

2000 : Entrée en vigueur de la seconde loi sur les 35 heures, qui deviennent la durée légale du travail le 1er janvier.

## XXIesiècle

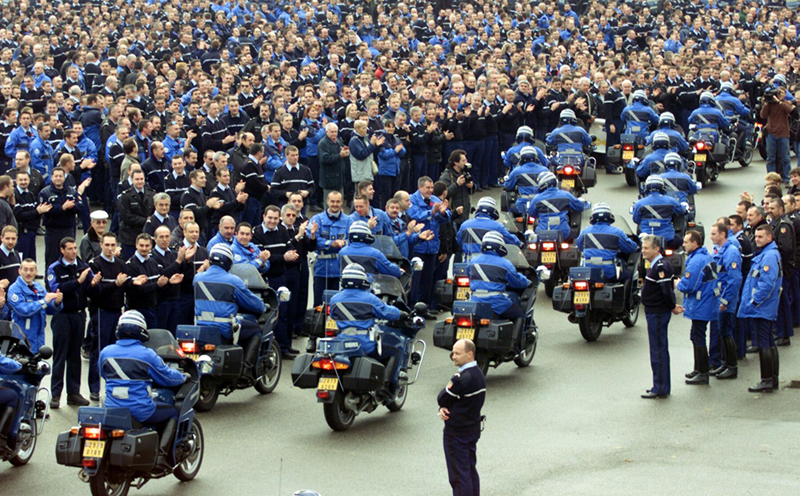
Manifestation de gendarmes français (oct 2001)

- 2001 : fin 2001, à partir d'un premier site internet crée et animé par des « Femmes de Gendarmes en Colère », des manifestations importantes de gendarmes (en grosse majorité des sous-officiers d'active) en tenue, dans leurs véhicules de service, et armés, sur tout l'ensemble du territoire français et notamment sur les Champs-Élysées pour réclamer de meilleures conditions de travail, des moyens matériels, une compensation pour le nombre d'heures de travail très élevé travaillé, et du personnel supplémentaire. Malgré l'interdiction stricte imposée par la loi française dans leur statut militaire, ces évènements sont en fait la première grève des gendarmes français (si l'on ne tient pas compte de leur grève du 13 août 1944 qui se déroulait dans un contexte bien particulier).
- 2002 : François Chérèque est élu secrétaire général de la CFDT.
- 2003 : retraites : importants mouvements sociaux contre le projet de loi Fillon (mai-juin)
- 2005 :
  - le 9 février, le comité confédéral national (CCN), le « parlement » du syndicat, recommande le rejet de la constitution européenne, contre l'avis du secrétaire général Bernard Thibault.
  - Le 29 mai, le référendum français aboutit à un vote « non » à 55 %.
- 2006 :
  - le 7 février, début du mouvement social à l'université Rennes II contre le CPE, le CNE et le projet de loi d'égalité des chances ayant pour perspective l'instauration du travail de nuit pour les jeunes de plus de 15 ans et la remise en cause du droit à la scolarité jusqu'à 16 ans.
  - la CFTC met en place un grand projet de "Statut du travailleur", projet de société pour sécuriser les parcours de vie.
- 2007 : le 1er avril, création d'un forum « Gendarmes et citoyens » (G&C), revendiquant notamment le droit d'association professionnelle pour les militaires de la gendarmerie française, ainsi que le droit d'adhérer (à titre privé) à un parti politique.
- 2008 : "Position commune", signée le 9 avril par la CGT, la CFDT, le MEDEF et la CGPME, visant à modifier les règles définissant la représentativité syndicale dans le secteur privé. Ce texte sera suivi, en juin, par un accord sur le dialogue social dans la fonction publique, inspiré des mêmes principes.
- 2013 : Premier calcul de la représentativité depuis la réforme de la loi du 20 août 2008 qui avait pour objectif non-officiel de faire disparaître la CFTC du paysage syndicale. Ce fut un échec avec comme résultat de représentativité syndicale : CGT (26,77%), CFDT (26,00%), FO (15,94%), CFE-CGC (9,43%) et CFTC (9,30%).
- 2017 : Selon les chiffres du Haut conseil du dialogue social, la CFDT se hisse pour la première fois en tête des élections professionnelles tenues de 2013 à 2016 avec 26,37 % des voix (+ 0,37 par rapport à 2013) devant la CGT 24,85 % (- 1,92 point), FO 15,59 % (- 0,35), la CFE-CGC 10,67 % (+ 1,24 point), la CFTC 9,49 % (+ 0,19), l’UNSA 5,35 % (+ 1,09) et Solidaires 3,46 % (- 0,01). Le poids relatif (retenu pour les seules organisations représentatives au niveau national est de 30,32 % pour la CFDT, 28,57 % pour la CGT, 17,93 % pour FO, 12,27 % pour la CFE-CGC et 10,91 % pour la CFTC[9].
- 2019 : la CFTC lance sont grand projet de "Syndicalisme de construction sociale au service des personnes" avec une attention particulière pour les salariés porteurs de handicap, le développement de l'apprentissage et garantir des droits aux démissionnaires.
- 2020 : En janvier, création de Printemps Écologique qui se définit comme le premier "écosyndicat" et entend "faire prévaloir l'urgence écologique au cœur des stratégies de nos entreprises et permettre le rôle actif des salariés dans la défense des intérêts environnementaux".

## Frise chronologique
jaune : Union syndicale